# Drassodes rostratus
Drassodes rostratus es una especie de araña araneomorfa del género Drassodes, familia Gnaphosidae. La especie fue descrita científicamente por Esyunin & Tuneva en 2002.
El prosoma es marrón amarillento, quelíceros marrones y patas amarillas. La especie se distribuye por Rusia (Europa) y Kazajistán.